# Estação Pont Cardinet
Pont Cardinet é uma estação da linha 14 do Metrô de Paris, localizada no 17.º arrondissement de Paris.

## Localização
A estação de metrô está localizada sob a extensão do Parc Martin Luther King, equipada como parte do projeto urbano Clichy-Batignolles. A estação tem dois acessos, um acesso principal ao sul e um acesso secundário, ambos nos subsolos e no rés do chão de futuro edifício. O acesso principal à estação está localizado na rue Cardinet, em frente à square des Batignolles. Ele é composto por uma série de dois elevadores, duas escadas rolantes e uma escada fixa. Para os usuários, a transferência entre a estação ferroviária e o metrô se faz pela via. O segundo acesso se situa na rue Mstislav-Rostropovitch.

## História
Como parte da consulta pública sobre a extensão da linha 14 para Mairie de Saint-Ouen, lançado em janeiro de 2010, muitos contribuintes pediram por uma estação desta linha ao nível da estação de Pont-Cardinet, a única solução para atender corretamente as expectativas em termos de serviço de transporte público. O responsável do STIF indicou, em síntese desta consulta, que proporia ao Conselho do STIF o estudo desta realização.
Em 2011, o esquema de diagrama da dessaturação da linha 13 refletiu as complexidades geológicas incluindo os riscos de assentamentos de terrenos impactando o urbanismo existente que levou o STIF a descartar a ideia de correspondência da linha 14 com a estação Rome para favorecer uma conexão em Pont Cardinet. Esta opção foi apoiada tanto por Brigitte Kuster, prefeita da UMP do 17º arrondissement, quanto por Annick Lepetit (PS), vice-prefeita de Paris encarregada dos transportes.
Em 26 de janeiro de 2011, o Estado e a Região chegaram a acordo sobre as principais direções do transporte público na Île-de-France até 2025 e, em detalhes, destacaram a construção de uma estação da linha 14 em Pont Cardinet.
Um decreto interprefectural das prefeituras de Seine-Saint-Denis, Altos do Sena e Paris em data de 4 de outubro de 2012 declarou a extensão da linha 14 como de utilidade pública.
A construção da estação Pont Cardinet foi confiada ao consórcio Eiffage TP/Razel-Bec. A estação foi construída a céu aberto, com paredes de diafragma. A estação serviu como um poço de montagem para Magali, uma das duas máquinas de perfuração de túneis que escavam a extensão da linha 14. Os 1594 metros do túnel entre Pont Cardinet e Saint-Lazare foram escavados entre novembro de 2015 e junho de 2016 perto de 20 metros de profundidade. A estação foi mais uma vez usada para relançar a tuneladora, rebatizada de Yolène, para o norte. As restantes obras de engenharia civil da estação deverão ser executadas posteriormente para uma inauguração prevista para o horizonte de 2020-2021.
A estação foi inaugurada em 14 de dezembro de 2020.

## Serviços aos passageiros

### Plataformas
A estação tem uma área útil de 4290 m2, um comprimento de 120,5m e uma largura de 20,65 m. Suas plataformas estão localizadas a uma profundidade de 20 metros.

### Intermodalidade
A estação fica a algumas dezenas de metros da estação Pont-Cardinet, que é a segunda estação depois de Paris-Saint-Lazare e a única estação Paris intramuros em serviço que não é servida nem pelo RER nem pelos trens das grandes linhas. Ela é servida pelos trens da linha L do Transilien, do grupo II, de Paris-Saint-Lazare para Versailles-Rive-Droite, e do grupo III, de Nanterre-Université para Maisons-Laffitte e Cergy-le-Haut.
A estação se conecta com as linhas de ônibus 31, 66 e 94, bem como com a linha 28 estendida da Gare Saint-Lazare para a porte de Clichy.

## Pontos turísticos
- Parc Clichy-Batignolles - Martin-Luther-King
- Square des Batignolles
- Quartier Clichy-Batignolles